# فیلد مارشال (بریتانیا)
فیلد مارشال (انگلیسی: Field marshal)، بالاترین رتبه در
نیروی زمینی بریتانیا از ۱۷۳۶ درجه پنج-ستاره با ناتو کد درجه پنج-ستاره، معادل یک دریاسالار ناوگان در نیروی دریایی پادشاهی بریتانیا یا مارشال نیروی هوایی سلطنتی در نیروی هوایی سلطنتی (RAF) است. نشان یک فیلد مارشال از دو باتوم متقاطع تشکیل شده است که توسط برگهای زرد در زیر تاج تودور احاطه شده است. مانند مارشال‌های نیروی هوایی سلطنتی و دریاسالارهای ناوگان، فیلد مارشال‌ها به‌طور سنتی مادام‌العمر افسر باقی می‌مانند، هرچند که در صورت عدم انتصاب یا بازنشستگی، نیمی از حقوق خود را دریافت می‌کنند.